# Jozef Pospíšil
Jozef Pospíšil (27. dubna 1897, Siladice – 15. července 1976, Bratislava, Slovensko) byl slovenský sochař. V roce 1931 založil Združenie slovenských umelcov a byl jeho předsedou až do rozpuštění sdružení v roce 1940.

## Život
Narodil se v Siladicích u Trnavy. Studoval na učitelském ústavu v Modře. V letech 1914 až 1919 přežil útrapy první světové války přímo na frontě, ale také v ruském zajetí. Sochařské vzdělání získal na Akademii výtvarných umění v Praze v letech 1920–1925 (prof. Štursa) a 1925–1926 (prof. Španiel). Po studiích podnikl v roce 1927 cestu do Paříže a po návratu se usadil jako svobodný umělec v Bratislavě, kde později také zemřel.

## Dílo
Samostatně vystavoval v roce 1940 (Trenčín, s J. Ilečkom a J. Kollárem), v roce 1967 (Bratislava, Městská galerie) a v roce 1968 (Nitra, s F. Podolayom).
Je autorem památníků mnoha slavných osobností (např.: J. Hollého, P. O. Hviezdoslava, Ľ. Štúra, A. Bernoláka). Na východě Slovenska nad obcí Haniska se tyčí jeho monumentální pomník rolnického povstání. Ke konci svého života se věnoval hlavně restaurátorské práci. V roce 1974 mu byl udělen titul Zasloužilý umělec.

## Ocenění
- Titul Zaslúžilý umelec.